# Liste der Einträge im National Register of Historic Places im Racine County

Lage des Racine County in Wisconsin

Die Einträge im National Register of Historic Places im Racine County in Wisconsin führt alle Bauwerke und historischen Stätten im Racine County auf, die in das National Register of Historic Places aufgenommen wurden.

## Legende
| NRHP | Historic Place                      |
| HD   | Historic District                   |
| NHLD | National Historic Landmark District |

## Aktuelle Einträge
| [ 2 ] | Name                                                         | Bild                                                         | Eintragsdatum        | Lage | Ort                       | Beschreibung |
| ----- | ------------------------------------------------------------ | ------------------------------------------------------------ | -------------------- | --- | ------------------------- | --- |
| 1     | Badger Building                                              | Badger Building                                              | 1980 ID-Nr. 80000174 | 610 Main Street 42° 43′ 36″ N, 87° 46′ 58″ W | Racine                    | 1916 errichtetes Geschäftshaus |
| 2     | Elam Beardsley Farmhouse                                     | Elam Beardsley Farmhouse                                     | 1982 ID-Nr. 82000699 | 5601 Northwest Highway 42° 47′ 28″ N, 88° 15′ 45″ W | Waterford                 | 1860 im Italianate-Stil errichtetes Farmhaus |
| 3     | Burlington Cemetery Chapel                                   | Burlington Cemetery Chapel                                   | 2013 ID-Nr. 13000824 | 701 South Browns Lake Drive 42° 40′ 56,4″ N, 88° 15′ 34,6″ W | Burlington                | |
| 4     | Burlington Community Swimming Pools and Bathhouse            | Burlington Community Swimming Pools and Bathhouse            | 2013 ID-Nr. 13000850 | 394 Amanda Street 42° 40′ 48,5″ N, 88° 17′ 9,7″ W | Burlington                | 1965 errichtetes Schwimmbad als besonderes Beispiel für die damals zeitgenössische Architektur |
| 5     | Burlington Downtown Historic District                        | Burlington Downtown Historic District                        | 2000 ID-Nr. 00000603 | Abgegrenzt durch East Jefferson Street, North Pine Street, East Washington Street, East Chestnut Street, North Dodge Street, Commerce Street, Mill Street und West Chestnut Street 42° 40′ 49″ N, 88° 16′ 37″ W | Burlington                | 80 im Italianate-Stil errichtete Innenstadthäuser aus dem späten 19. Jahrhundert |
| 6     | John Collins House                                           | John Collins House                                           | 1974 ID-Nr. 74000119 | 6409 Nicholson Road 42° 48′ 20″ N, 87° 53′ 40″ W | Caledonia                 | 1850 im Stil des Greek Revival errichtetes Wohnhaus |
| 7     | Eli R. Cooley House                                          | Eli R. Cooley House                                          | 1973 ID-Nr. 73000273 | 1135 South Main Street 42° 43′ 9″ N, 87° 46′ 55″ W | Racine                    | 1851 im Stil des Greek Revival errichtetes Wohnhaus |
| 8     | Thomas Driver and Sons Manufacturing Company                 | Thomas Driver and Sons Manufacturing Company                 | 2004 ID-Nr. 04000713 | 134 South Main Street und 214 State Street 42° 43′ 55″ N, 87° 47′ 3″ W | Racine                    | Um das Jahr 1900 errichtetes Fabrikgebäude |
| 9     | First Presbyterian Church                                    | First Presbyterian Church                                    | 1973 ID-Nr. 73000093 | 716 College Avenue 42° 43′ 32″ N, 87° 47′ 7″ W | Racine                    | 1852 im Stil des Greek Revival errichtete Kirche |
| 10    | Chauncey Hall Building                                       | Chauncey Hall Building                                       | 1980 ID-Nr. 80000175 | 338-340 Main Street 42° 43′ 46″ N, 87° 47′ 0″ W | Racine                    | 1883 im Queen-Anne-Stil errichtetes Gebäude |
| 11    | Chauncey Hall House                                          | Chauncey Hall House                                          | 1976 ID-Nr. 76000075 | 1235 South Main Street 42° 43′ 4″ N, 87° 46′ 55″ W | Racine                    | Im neugotischen Stil errichtetes Wohnhaus des Geschäftsmannes Hall House |
| 12    | Hansen House                                                 | Hansen House                                                 | 1979 ID-Nr. 79000103 | 1221 North Main Street 42° 44′ 10″ N, 87° 47′ 4″ W | Racine                    | 1855 im Stil des Greek Revival errichtetes Wohnhaus |
| 13    | Thomas P. Hardy House                                        | Thomas P. Hardy House                                        | 1974 ID-Nr. 74000120 | 1319 South Main Street 42° 42′ 59″ N, 87° 46′ 55″ W | Racine                    | 1905 nach einem Entwurf des Architekten Frank Lloyd Wright im Stil der Prairie Houses errichtetes Wohnhaus |
| 14    | Franklyn Hazelo House                                        | Franklyn Hazelo House                                        | 1974 ID-Nr. 74000121 | 34108 Oak Knoll Road 42° 44′ 1″ N, 88° 17′ 23″ W | Burlington                | 1858 im Stil des Greek Revival errichtetes Wohnhaus |
| 15    | Historic Sixth Street Business District                      | Historic Sixth Street Business District                      | 1988 ID-Nr. 88000263 | Abgegrenzt durch Water Street, 5th Street, Main 7th Street und Grand Avenue 42° 43′ 36″ N, 87° 47′ 7″ W | Racine                    | 59 in verschiedenen Baustilen am Ende des 19. Jahrhunderts und der ersten Hälfte des 20. Jahrhunderts errichtete Gebäude |
| 16    | Herbert F. Johnson House                                     | Herbert F. Johnson House                                     | 1975 ID-Nr. 75000076 | 33 East Four Mile Road 42° 46′ 49″ N, 87° 46′ 16″ W | Wind Point                | 1937 im Stil der Prairie Houses nach einem Entwurf des Architekten Frank Lloyd Wright errichtetes Wohnhaus; das auch als Wingspread bekannte Gebäude dient heute der gemeinnützigen Johnson Foundation at Wingspread als Hauptquartier und Konferenzzentrum |
| 17    | Peter Johnson House                                          | Peter Johnson House                                          | 1986 ID-Nr. 86000053 | 1601 State Street 42° 43′ 54″ N, 87° 48′ 0″ W | Racine                    | 1889 im Queen-Anne-Stil errichtetes Wohnhaus |
| 18    | Johnson Wax Headquarters                                     | Johnson Wax Headquarters                                     | 1974 ID-Nr. 74002275 | 1525 Howe Street 42° 42′ 49″ N, 87° 47′ 27″ W | Racine                    | 1936–1939 nach einem Entwurf des Architekten Frank Lloyd Wright errichteter Hauptsitz der Firma S.C. Johnson & Son, Inc. |
| 19    | Karel Jonas House                                            | Karel Jonas House                                            | 1982 ID-Nr. 82000700 | 1337 North Erie Street 42° 44′ 17″ N, 87° 47′ 13″ W | Racine                    | 1878 im Italianate-Stil errichtetes Wohnhaus von Charles Jonas (1840–1896), 16. Vizegouverneur von Wisconsin (1891–1894) |
| 20    | Kaiser’s                                                     | Kaiser’s                                                     | 1980 ID-Nr. 80000176 | 218 6th Street 42° 43′ 37″ N, 87° 47′ 1″ W | Racine                    | 1929 im Art-déco-Stil errichtetes Juweliergeschäft |
| 21    | Kane Street Historic District                                | Kane Street Historic District                                | 2014 ID-Nr. 14000452 | Abgegrenzt durch Washington Street, Rudolph Street, Perkins Boulevard und Gardner Avenue 42° 40′ 39,4″ N, 88° 16′ 39″ W                                                                                         | Burlington                | |
| 22    | Kate Kelly (Schiffswrack)                                    | Kate Kelly (Schiffswrack)                                    | 2007 ID-Nr. 07001219 | Michigansee, rund 3 km östlich von Wind Point 42° 46′ 48″ N, 87° 43′ 31″ W | Wind Point                | 1867 gebauter Schoner; 1895 in einem Sturm gesunken |
| 23    | Mitchell Lewis Building                                      | Mitchell Lewis Building                                      | 2005 ID-Nr. 05000334 | 815 8th Street 42° 43′ 26″ N, 87° 47′ 25″ W | Racine                    | 1910 errichtete Automobilfabrik; heute für Lofts genutzt |
| 24    | Lincoln School                                               | Lincoln School                                               | 1994 ID-Nr. 94000999 | 1800 State Street 42° 44′ 6″ N, 87° 48′ 14″ W | Racine                    | 1890 im neuromanischen Stil errichtetes Schulgebäude |
| 25    | McClurg Building                                             | McClurg Building                                             | 1977 ID-Nr. 77000044 | 245 Main Street 42° 43′ 51″ N, 87° 47′ 0″ W | Racine                    | 1858 in einem Stilmix aus Neorenaissance und Italianate-Stil errichtetes Bürohaus |
| 26    | Melvin Avenue Residential Historic District                  | Melvin Avenue Residential Historic District                  | 2011 ID-Nr. 11000788 | Merlin Avenue zwischen Erie Street und North Main Street 42° 45′ 20″ N, 87° 47′ 7″ W | Racine                    | Historisches Wohnviertel mit Gebäuden aus der ersten Hälfte des 20. Jahrhunderts |
| 27    | Memorial Hall                                                | Memorial Hall                                                | 1980 ID-Nr. 80000177 | 72 7th Street 42° 43′ 33″ N, 87° 46′ 51″ W | Racine                    | 1924 im neoklassizistischen Stil errichtetes Versammlungs- und Veranstaltungsgebäude |
| 28    | George Murray House                                          | George Murray House                                          | 1979 ID-Nr. 79000104 | 2219 Washington Avenue 42° 42′ 49″ N, 87° 48′ 22″ W | Racine                    | 1874 im Italianate-Stil errichtetes Wohnhaus; heute in Besitz der lutherischen Kirchgemeinde |
| 29    | No. 4 Engine House                                           | No. 4 Engine House                                           | 1979 ID-Nr. 79000102 | 1339 Lincoln Street 42° 44′ 16″ N, 87° 47′ 20″ W | Racine                    | 1888 im Italianate-Stil errichtete Feuerwache |
| 30    | Northside Historic District of Cream Brick Workers’ Cottages | Northside Historic District of Cream Brick Workers’ Cottages | 1994 ID-Nr. 94000155 | Abgegrenzt durch Goold Street, Erie Street, English Street, Main Street, Yout Street, Chatham Street und Lakeview Community Center 42° 44′ 46″ N, 87° 47′ 8″ W                                                  | Racine                    | 47 zwischen 1881 and 1913 errichtete Arbeiterwohnhäuser |
| 31    | Norwegian Buildings at Heg Park                              | Norwegian Buildings at Heg Park                              | 1980 ID-Nr. 80000178 | Heg Park Road in der Town of Norway 42° 48′ 16″ N, 88° 10′ 22″ W | südwestlich von Wind Lake | Früheres Wohnhaus, wo der aus Norwegen stammende spätere Offizier und Politiker Hans Christian Heg aufwuchs |
| 32    | Old Main Street Historic District                            | Old Main Street Historic District                            | 1987 ID-Nr. 87000491 | Abgegrenzt durch Second Street, Lake Avenue, 5th Street und Wisconsin Avenue 42° 43′ 46″ N, 87° 47′ 0″ W | Racine                    | 73 Geschäftshäuser in der Innenstadt; das älteste Gebäude stammt aus dem Jahr 1847 |
| 33    | Racine College                                               | Racine College                                               | 1976 ID-Nr. 76000076 | 600 21st Street 42° 42′ 22″ N, 87° 47′ 10″ W | Racine                    | 1876 im neugotischen Stil errichtetes College |
| 34    | Racine County Courthouse                                     | Racine County Courthouse                                     | 1980 ID-Nr. 80000179 | 730 Wisconsin Avenue 42° 43′ 30″ N, 87° 47′ 3″ W | Racine                    | 1931 im Stil der Moderne errichtetes Justiz- und Verwaltungsgebäude des Racine County |
| 35    | Racine Depot                                                 | Racine Depot                                                 | 1980 ID-Nr. 80000180 | 1402 Liberty Street 42° 43′ 50″ N, 87° 47′ 52″ W | Racine                    | 1901 im neoklassizistischen Stil errichtetes Bahnhofsgebäude |
| 36    | Racine Elks Club, Lodge No. 252                              | Racine Elks Club, Lodge No. 252                              | 1984 ID-Nr. 84003778 | 601 Lake Avenue 42° 43′ 37″ N, 87° 46′ 52″ W | Racine                    | 1912 im neoklassizistischen Stil errichtetes Gebäude |
| 37    | Racine Harbor Lighthouse and Life Saving Station             | Racine Harbor Lighthouse and Life Saving Station             | 1975 ID-Nr. 75000077 | Racine Harbor North Pier 42° 44′ 3″ N, 87° 46′ 43″ W | Racine                    | 1863 errichteter Leuchtturm und Rettungsstation |
| 38    | Racine Public Library                                        | Racine Public Library                                        | 1981 ID-Nr. 81000056 | 701 South Main Street 42° 43′ 33″ N, 87° 46′ 56″ W | Racine                    | 1904 im Beaux-Arts-Stil errichtete Bibliothek; seit 1963 Museum |
| 39    | Racine Rubber Company Homes Historic District                | Racine Rubber Company Homes Historic District                | 2006 ID-Nr. 06000904 | Abgegrenzt durch Victory Avenue, Republic Avenue, Cleveland Avenue und West Boulevard 42° 42′ 44″ N, 87° 49′ 10″ W                                                                                              | Racine                    | 1919 errichtetes Viertel mit Wohnhäusern für die Beschäftigten der Racine Rubber Company |
| 40    | Rickeman Grocery Building                                    | Rickeman Grocery Building                                    | 1982 ID-Nr. 82000701 | 415 6th Street 42° 43′ 35″ N, 87° 47′ 8″ W | Racine                    | 1883 errichteter Gemischtwarenhandel |
| 41    | Shoop Building                                               | Shoop Building                                               | 1978 ID-Nr. 78000129 | 215 State Street 42° 43′ 53″ N, 87° 47′ 4″ W | Racine                    | 1893 im Stil der Richardsonian Romanesque errichtetes Gebäude |
| 42    | Southern Wisconsin Home Historic District                    | Southern Wisconsin Home Historic District                    | 1991 ID-Nr. 91001394 | 21425 Spring Street 42° 41′ 36″ N, 88° 4′ 52″ W | Town of Dover             | 13 Gebäude verschiedener Baustile aus der ersten Hälfte des 20. Jahrhunderts |
| 43    | Southside Historic District                                  | Southside Historic District                                  | 1977 ID-Nr. 77000147 | Abgegrenzt durch das Ufer des Michigansees, die DeKoven Avenue, die Villa Street und die 8th Street 42° 42′ 51″ N, 87° 46′ 57″ W                                                                                | Racine                    | Viertel mit 567 zwischen 1842 und 1924 errichtete Gebäuden im viktorianischen Stil |
| 44    | St. Luke’s Episcopal Church, Chapel, Guildhall, and Rectory  | St. Luke’s Episcopal Church, Chapel, Guildhall, and Rectory  | 1979 ID-Nr. 79000105 | 614 South Main Street 42° 43′ 35″ N, 87° 46′ 59″ W | Racine                    | 1866 im neugotischen Stil errichtete Kirche |
| 45    | St. Patrick’s Roman Catholic Church                          | St. Patrick’s Roman Catholic Church                          | 1979 ID-Nr. 79000106 | 1100 Erie Street 42° 44′ 4″ N, 87° 47′ 15″ W | Racine                    | 1925 im Stil der Prärie Houses errichtete katholische Kirche |
| 46    | United Laymen Bible Student Tabernacle                       | United Laymen Bible Student Tabernacle                       | 1983 ID-Nr. 83004318 | 924 Center Street 42° 43′ 19″ N, 87° 47′ 23″ W | Racine                    | 1927 errichtetes Versammlungshaus |
| 47    | Uptown Theater                                               | Uptown Theater                                               | 1982 ID-Nr. 82000702 | 1426–1430 Washington Avenue 42° 42′ 57″ N, 87° 47′ 54″ W | Racine                    | 1928 im neugotischen Stil errichtetes Theater und Kino |
| 48    | US Post Office-Racine Main                                   | US Post Office-Racine Main                                   | 1985 ID-Nr. 85000989 | 603 Main Street 42° 43′ 37″ N, 87° 46′ 56″ W | Racine                    | 1930 im neoklassizistischen Stil errichtetes Postamt |
| 49    | Whitman-Belden House                                         | Whitman-Belden House                                         | 1980 ID-Nr. 80000181 | 108 North State Street 42° 44′ 31″ N, 88° 13′ 37″ W | Rochester                 | 1849 im Stil des Greek Revival errichtetes Wohnhaus |
| 50    | Wilmanor Apartments                                          | Wilmanor Apartments                                          | 1994 ID-Nr. 94000649 | 1419-1429 West 6th Street und 253-255 North Memorial Drive 42° 43′ 32″ N, 87° 47′ 55″ W | Racine                    | Gebäude mit Apartments |
| 51    | Windpoint Light Station                                      | Windpoint Light Station                                      | 1984 ID-Nr. 84003780 | Windridge Drive am Michigansee 42° 46′ 51″ N, 87° 45′ 30″ W | Racine                    | 1880 errichteter Leuchtturm; 1964 auf automatischen Betrieb umgestellt |
| 52    | Yorkville #4 School                                          | Yorkville #4 School                                          | 2011 ID-Nr. 11000518 | 17640 Old Yorkville Road 42° 44′ 31″ N, 88° 1′ 37″ W | Yorkville                 | 1845 errichtetes Schulgebäude; 1885 nach einem Brand mit farbigen Ziegeln im Italianate-Stil wieder aufgebaut |
| 53    | Young Men’s Christian Association Building                   | Young Men’s Christian Association Building                   | 1982 ID-Nr. 82000703 | 314-320 6th Street 42° 43′ 36″ N, 87° 47′ 5″ W | Racine                    | 1886 im Queen-Anne-Stil errichtetes Gebäude des YMCA |